# معركة بولتافا
معركة بولتافا هي معركة بين قوات روسيا القيصرية بقيادة القيصر بيتر الأول من جهة والإمبراطورية السويدية بقيادة المرشال كارل غوستاف رينسكيولد من جهة أخرى وهي واحدة من أهم معارك الحرب الشمالية العظمى ووقعت المعركة في 8 يوليو 1709 وكانت تهدف القوات السويدية بالاستيلاء على قلعة بولتافا الروسية (حاليا في اوكرانيا) وانتهت المعركة بهزيمة القوات السويدية. ويعتقد المؤرخون على نطاق واسع بأن معركة بولتافا كانت بداية التدهور بالنسبة للامبراطورية السويدية كدولة عظمى أوروبية في حين احتلت روسيا مكانتها كدولة رائدة في شمال شرق أوربا.

## وصلات خارجية
- Sequel to Poltava: Diplomacy to contain Russia 1709–1714 By Bertil Haggman
- Battle of Poltava on the Encyclopedia of Ukraine
- Russian Order at Battle
- Swedish Order at Battle
- Voltaire's History of Charles XII King of Sweden by Voltaire